# Střapole (hradiště)
Střapole je hradiště jeden kilometr severozápadně od stejnojmenné vesnice u Bušovic v okrese Rokycany. Nachází se na pravém břehu Berounky na ostrožně obtékané Korečnických potokem na severu a Lužnicí na jihu. Spolu s pozůstatky mohylového pohřebiště je chráněno jako kulturní památka ČR.

## Historie
Lokalita byla osídlena v pravěku a raném středověku. Archeologicky je na ostrožně doloženo výšinné sídliště chamské kultury a pohřebiště z mladší doby bronzové. Osídlení lidem chamské kultury dokládá nález jediného střepu v místech rozoraného valu. Naposledy bylo místo osídleno v osmém a devátém století, kdy zde pravděpodobně vzniklo opevněné hradiště.

## Stavební podoba
Hradiště se nacházelo na plošině s rozlohou okolo čtyř hektarů. Přístupnou východní stranu chránilo opevnění tvořené příkopem a valem, které bylo spolu s mohylami zničeno zemědělskou činností. Ještě v sedmdesátých letech dvacátého století byly patrné jeho stopy v podobě zeminy s přepálenou hlínou a uhlíky.